# Монеро (криптовалута)
Монеро (Monero или XMR) е криптовалута с отворен код създадена през април 2014 г., която се фокусира в заменяемост, поверителност и децентрализация. Монеро използва „размътена публична счетоводна книга“, което означава че всеки може да изпраща трансакции, но никой от външните наблюдатели не може да разбере източника, количеството или дестинацията. Монеро използва Proof of Work (на български: доказателство за извършена работа) система за създаването на нови „койни“ и за стимулирането на „копачи“ да подсигурят мрежата и валидират трансакциите.
Монеро е по дизайн устойчив на ASIC (Application-specific integrated circuit или на български: Специфична за приложението интегрална схема) „копаене“, което често се използва за да се „копаят“ криптовалути като Биткойн. Монеро може да се копае сравнително ефикасно на хардуер като x86, x86-64, ARM и видео карти.

## История
През 2014 г. в Bitcointalk форумът, потребител познат с името thankful_for_today е разклонил кодът на Bytecoin в името BitMonero, което е съединение на Bit (като в Bitcoin) и Monero (буквално означава „монета“ на Есперанто). Пускането на BitMonero е прието по много лош начин от общността, която първоначално го подкрепя. Планове да се поправи и подобри Bytecoin с промени за времето на „блоковете“, tail emission (буквално на български: излъчване на опашката) и награда за „блок“ са били игнорирани всичките и thankful_for_today просто изчезва. Група от потребители, водени от Джони Мнемоник (на английски: Johnny Mnemonic) решават, че общността трябва да поеме проекта, и след пет дни го правят, както и променят името на Monero (Монеро).
На 10 януари 2017 г., поверителността на Монеро трансакциите е допълнително подсилена, чрез приемането на алгоритъм, наречен Confidential Transactions (на български: поверителни трансакции), разработен от един от разработчиците на Bitcoin Core, Грегъри Максуел (на английски: Gregory Maxwell). Този алгоритъм позволява скриването на количествата в трансакциите, които биват изпратени, в комбинация с подобрена версия на Ring Signatures (буквален превод на български: пръстен с подписи, свързано е с „дигитален подпис“ (на английски: digital signature)).